# Caleta roxus
Caleta roxus is een vlinder uit de familie van de Lycaenidae. De wetenschappelijke naam van de soort is voor het eerst gepubliceerd in 1823 door Jean-Baptiste Godart.

## Verspreiding
De soort komt voor in India, Thailand, Cambodja, Maleisië en Indonesië.

## Waardplanten
De rupsen leven op Ziziphus.

## Ondersoorten
- Caleta roxus roxus (Godart, 1823)
  - = Castalius roxus roxus Fruhstorfer, 1918
- Caleta roxus roxana (de Nicéville, 1897)
  - = Castalius roxana de Nicéville, 1897
- Caleta roxus pothus (Fruhstorfer, 1918)
  - = Castalius roxus pothus Fruhstorfer, 1918
  - = Pycnophallium roxus pothus (Fruhstorfer, 1918)
- Caleta roxus rhodoides Eliot, 1992
  - = Caleta roxus rhodoides Eliot, 1992
  - = Pycnophallium roxus rhoidoides Eliot, 1992
- Caleta roxus pemanggilensis Eliot, 1978
  - = Caleta roxus pemanggilensis Eliot, 1978
  - = Pycnophallium roxus pemanggilensis Eliot, 1978
- Caleta roxus manluena (Felder, 1862)
  - = Lycaena manluena Felder, 1862
  - = Castalius manluena Swinhoe, 1910
  - = Cupido mauluena (Felder, 1862)
- Caleta roxus astapus (Fruhstorfer, 1918)
  - = Castalius roxus astapus Fruhstorfer, 1918
  - = Pycnophallium roxus astapus Fruhstorfer, 1918
- Caleta roxus odon (Fruhstorfer, 1918)
  - = Castalius roxus odon Fruhstorfer, 1918
  - = Pycnophallium roxus odon (Fruhstorfer, 1918)
- Caleta roxus xisana (Fruhstorfer, 1918)
  - = Castalius roxus f. xisana Fruhstorfer, 1918
    - = Pycnophallium roxus odon Fruhstorfer, 1918
- Caleta roxus afranius (Fruhstorfer, 1922)
  - = Castalius roxus afranius Fruhstorfer, 1922
    - = Caleta rhode rhode Takanami, 1989

  - = Pycnophallium roxus afranius (Fruhstorfer, 1922)
- Caleta roxus angustior (Staudinger, 1889)
  - = Lycaena (Castalius) roxus var. angustior Staudinger, 1889
  - = Castalius roxus angustior Fruhstorfer, 1918
  - = Castalius angustior (Staudinger, 1889)